# Besora
|  | Aquest article tracta sobre aquesta entitat de població del municipi de Navès. Vegeu-ne altres significats a «Besora». |

Besora és una de les nou entitats de població del municipi de Navès (Solsonès). No té cap nucli de poblament agrupat.

## Demografia

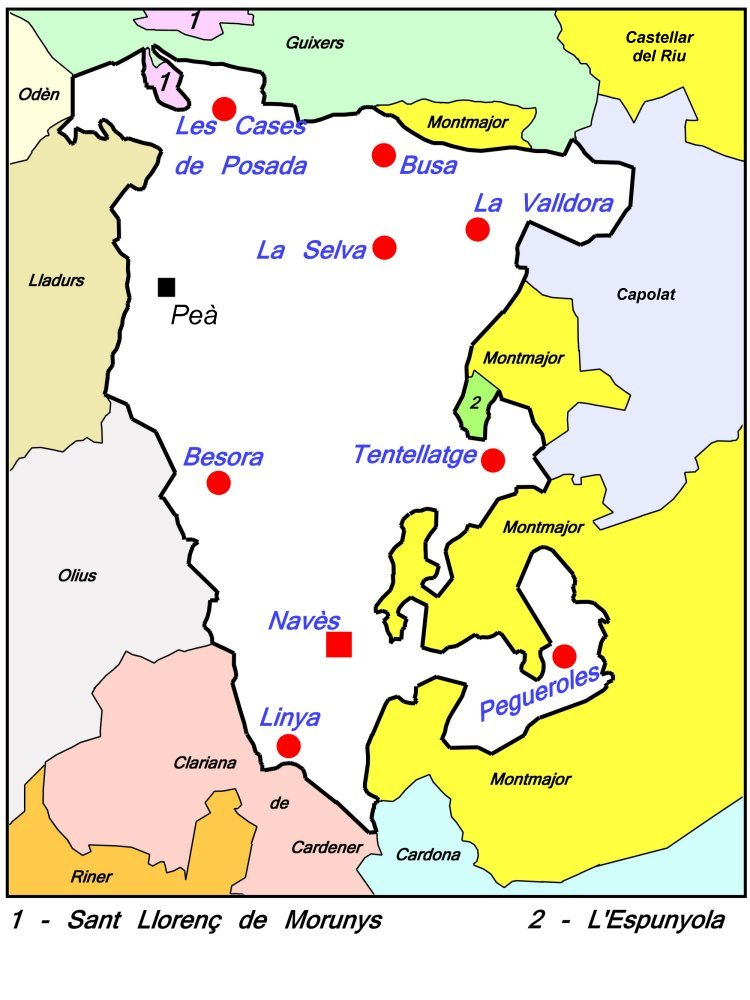
El municipi de Navès i les seves 9 entitats de població

| Evolució demogràfica |            |            |            |                   |                   |                   |       |
| Any                  | Nucli urbà | Nucli urbà | Nucli urbà | Poblament dispers | Poblament dispers | Poblament dispers | Total |
| Any                  | Homes      | Dones      | Total      | Homes             | Dones             | Total             | Total |
| 2000                 | 0          | 0          | 0          | 17                | 14                | 31                | 31    |
| 2001                 | 0          | 0          | 0          | 16                | 13                | 29                | 29    |
| 2002                 | 0          | 0          | 0          | 21                | 15                | 36                | 36    |
| 2003                 | 0          | 0          | 0          | 20                | 17                | 37                | 37    |
| 2004                 | 0          | 0          | 0          | 19                | 16                | 35                | 35    |
| 2005                 | 0          | 0          | 0          | 22                | 16                | 38                | 38    |
| 2006                 | 0          | 0          | 0          | 23                | 17                | 40                | 40    |
| 2007                 | 0          | 0          | 0          | 26                | 16                | 42                | 42    |
| 2008                 | 0          | 0          | 0          | 26                | 16                | 42                | 42    |
| Font: INE            |            |            |            |                   |                   |                   |       |

## Llocs d'interès
- Castell de Besora
- Sant Serni de Besora